# Sergio Osmeña
Sergio Osmeña (Cebu,  9 de Setembro de  1878 – Quezon,  19 de Outubro de 1961) foi presidente das Filipinas entre 1944 e 1946.
Sergio Osmeña, antes de começar a sua carreira como político, foi advogado e jornalista tendo fundado em Cebu o jornal El Nuevo Dia.
Foi governador de Cebu e Presidente da Câmara de Representantes de 1902 a 1922.
Em 1935, durante a presidência da Commonwealth por Manuel Quezon, teve o cargo de vice-presidente, tendo sido reeleito para novo mandato em 1941.
Durante a invasão japonesa, mudou-se para os Estados Unidos da América, assumindo aí, após a morte de Manuel Quezon em 1944 a presidência no exílio da União Filipina. Depois da libertação das Filipinas manteve o cargo de Presidente até 1946.